# Светослав Добрев
Светослав Добрев е български актьор.
През 1994 г. завършва ВИТИЗ „Кръстьо Сарафов“ със специалност актьорско майсторство за драматичен театър в класа на професор Надежда Сейкова.
Играе в различни постановки в Драматичния театър в Сливен, Нов драматичен театър „Сълза и смях“, Драматичен театър „Адриана Будевска“ в Бургас, Младежки театър в София и други. През 2006 г. става асистент по актьорско майсторство в НАТФИЗ. Също така ръководи театрално студио „Бончо Урумов“.
На 27 март 2023г. печели ИКАР за поддържаща мъжка роля за ролята си на Санчо Панса в "Дон Кихот" по Мигел Де Сервантес, продукция на Младежки театър "Николай Бинев". 

## Театрални участия
"Мечо Пух", "Дон Кихот", "Граф Монте Кристо", "Оливър", "Господин Балкански", "Островът на съкровищата", "Някои го предпочитат...", "Красавицата и звяра", "Господин Балкански", "Карлсон, който живее на покрива", "Като трохи на прозореца", "Хензел и Гретел", "Момо", "Майстора и Маргарита" и още.  
- „Светото семейство“ (2009) – Класният
- „Ярост“ (2001) – „Паяка“
- „Грешница“ (2005) - Бърни
- „Тя и той“
- „Клиника на третия етаж“ (1999, 2000, 2010), 35 серии – (в 1 серия: XVIII)/отказващ се 1 (в 1 серия: XXXII)
- „Далида“
- „Дело по съвест“
- „Червена зона“
- „Сезонът на канарчетата“ (1993)